# Замок Скаргульт (Швеція)
Скаргульт (швед. Skarhults slott) — замок у волості Скаргульт у комуні Еслевс, в лені Сконе, приблизно за 15 км на північний схід від Лунда, Швеція. Влітку біля замку проходять культурно-історичні виставки різної тематики.

## Історія
Укріплена оселя на місці нинішнього замку з'явилася ще в XIII столітті. У наступні століття маєтком і замком володіли різні шляхетські родини. У тому числі й королівська.

### Родина Розенспарре
Маєток, що раніше називався Скарголта або Скаролт, належав, принаймні, з XIV століття данській родині Розенспарре (у ті часи провінція Сконе належала Данії ). Представники роду, що мешкали в маєтку, за тодішньою традицією також називали себе Скаргольт. Найпершим із цих людей, безсумнівно, є Йоганнес Нільсен Розенспарре, окружний суддя у Сконе. Він володів маєтком у 1350-ті. Маєток згодом перейшов до його нащадків.
Повноцінну резиденцію почав будувати Стен Розенспарре. Він народився в 1523 році, в сім років втратив батька і виховувався матір'ю в маєтку Скаргульт. Близько 1552  Стен Розенспарре одружився з Метте Розенкрантц, донькою Олуфа Розенкрантца з відомого данського шляхетського роду Розенкрантц. У 1565 році Стен загинув у битві при Аксторні у Галланді під час чергової дансько-шведської війни. Його вдова Метте Розенкранц завершила реконструкцію замку Скаргульт. Через кілька років Метте знову вийшла заміж. Її чоловіком став Педер Оксе, данський міністр фінансів. Він володів поруч великими маєтками та округом Равнсборг. Після смерті Педера Оксе в 1575 Метте отримала величезний спадок чоловіка і таким чином стала найбагатшою жінкою Данії.
Раніше стверджувалося, що Метте Розенкранц після смерті в Скаргульті у 1588 була похована у місцевій церкві. На надгробній плиті висічене її зображення з чоловіком. Проте дослідження Бруніуса довело, що у могилі лише одна труна. У ньому лежав прах Стена Розенспарре. Метте Розенкранц похована зі своїм другим чоловіком Педером Оксом у церкві Богоматері у Копенгагені. Маєток Скаргульт успадкував її син від першого шлюбу Ріксрад Олуф Стенсен Розенспарре. Ймовірно, він збудував західну частину замкового комплексу. У Олуфа були тільки доньки, і після його смерті в 1624 рід Розенспарре перервався по чоловічій лінії.

### Родина Рууд
Бригітта, одна з доньок Олуфа Розенспарре, була фрейліною королеви і вийшла заміж за Корфіца Еріксена Рууда. Весілля зіграли у Сандгольті. Після смерті сестри Елізабет Брігітта залишилася єдиною власницею замку Скаргульт.

### Родина Тролле
Замок успадкувала старша донька Біргітти та Корфіца, Метте Крофітцдаттер. Вона вийшла заміж за Нільса Тролле з данського шляхетського роду Тролле в Троллегольмі (нині Замок Гольстейнборг). Їхній син Корфітц Тролле став пізніше власником замку та маєтку Скаргульт.

### РодинаДелагарді

Замок Скаргульт на гравюрі 1680

Раніше вважалося, що Корфітц Тролле продав маєток Скаргульт і замок графу Понтусу Фредеріку Де ла Гарді, який був сином Ебби Браге та Магнуса Ґабріеля Делагарді з відомого шведського шляхетського роду французького походження Делагарді (Де ла Гарді). Однак нещодавні дослідження показують, що насправді маєток у 1663 купила за свої гроші Беата Елізабет фон Кеніґсмарк, дружина Понтуса Фредеріка де ла Гарді. Вона й керувала ним до смерті в 1723. Справа в тому, що за законами того часу жінка не могла робити такі покупки і власником Скаргульта формально до самої смерті в 1692 вважався її чоловік. Крім Скаргульта, енергійна Беата фон Кеніґсмарк також володіла замками Марсвінсгольм у Сконе і Веламсунд біля Стокгольма.
Беата фон Кеніґсмарк була донькою фельдмаршала Ганса Христоффера фон Кеніґсмарка. Вона відремонтувала резиденцію Скаргульта після пожежі 1676 р. і залишалася її власницею рекордні 62 роки. У Понтуса Фредріка Делагарді і Беати фон Кеніґсмарк в 1657 народилася донька Ебба Марія, а в 1661 ще одна — Йоганна Елеонора. Беата пережила не тільки свою єдину одружену доньку, жінку генерал-лейтенанта Еріка Густава Стенбока із шведського шляхетського роду Стенбоків, але також і свою онуку Фредріку Вільгельміну Стенбок і її чоловіка Нільса Браге, що володів замком Скуклостер, представника впливового і багатого роду Браге. Після смерті графині фон Кеніґсмарк в 1723 її спадкоємцем став дворічний правнук Ерік Браге.

### Родина Браге
Ерік Браге закінчив військову підготовку в кавалерійському полку Сконе, де дослужився до звання майора. Він рідко бував у Скаргульті, воліючи проводити час в інших своїх численних маєтках у Швеції. У 1752 він став полковником Ліврейного кавалерійського полку, а потім став лендмаршалом в Риксдазі (1751–1752). Ерік Браге був однією з довірених осіб короля Адольфа Фредріка, прихильником посилення королівської влади та противником партії «капелюхів» . Швидше за все, Ерік брав участь у планах державного перевороту, спрямованого проти прихильників запровадження конституції. Проте змова була розкрита. Хоча участь Еріка Браге в заколоті не була надійно доведеною, його засудили до страти і обезголовили на острові Риддаргольм у 1756. Того ж року померло четверо його дітей. Ситуацію врятував його син Магнус Фредрік Браге, який народився через пару місяців після страти батька і став офіційним спадкоємцем Скаргульта.
Довгий час маєтком керував інспектор та корнет Улоф Вальштедт. Дружина Еріка Браге графиня Стіна Піпер, онука відомої графині Христини Піпер, отримала Скаргульт як подарунок у 1754 і управляла маєтком, поки не вийшла вдруге заміж за Ульріка Шеффера у 1773. Потім вона передала маєток своєму синові Магнусу Фредріку Браге.
Граф Магнус Фредрік Браге став одним із фаворитів короля Густава III. У Риксдазі в 1778 він хрестив наслідного принца Густава IV Адольфа і став першим володарем титулу королевського лорда. Крім управління своїми замками Скаргульт, Рюдбогольм, Скуклостер і Салста Магнус Браге був впливовою фігурою в Риксдазі та канцлером Уппсальського університету.

### Родина Бернадотів
У 1826 Магнус Фредрік Браге помер. Спадкоємці розділили між собою численні маєтки та замки, а комплекс Скаргульт продали королю Карлу XIV Юхану, засновнику династії Бернадотів.

### Родина Шверін
Після смерті Карла XIV Юхана в 1844 його син Оскар I продав Скаргульт кавалерійському офіцеру барону Юліусу фон Шверіну. Родина Шверін перебралася до Швеції в XVII столітті з Померанії. Сам рід відомий із XII століття. Замок, який довгий час пустував, був у поганому стані і потребував ремонту. Юліус фон Шверін розпочав реставраційні роботи, а керувати ними запросив архітектора Карла Георга Бруніуса. Тоді ж було розбито парк в англійському стилі, який і сьогодні оточує замок.
Юліус фон Шверін в 1849 одружився з Інгеборгою Розенкрантц. У сім'ї народилося п'ятеро дітей. Троє з братів і сестер залишилися неодруженими і прожили в Скаргульті все життя. Якщо зима була надто холодною, то вони перебиралися на деякий час у Лунд.

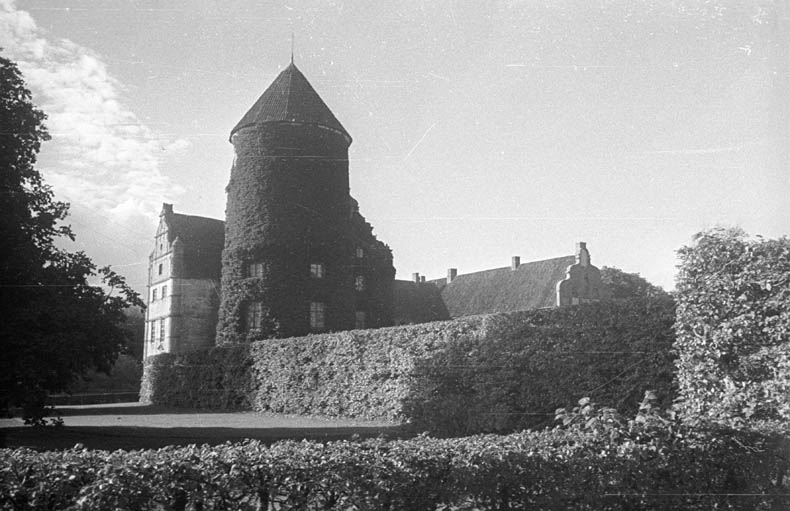
Вигляд замку Скаргульт у 1933

У 1880 Юліус фон Шверін помер. Його власність успадкував син Вернер фон Шверін. Він провів реконструкцію замку та парку. Вернер фон Шверін не був одружений і після його смерті в 1922 замок і маєток успадкував його племінник Ханс Гвульд Юліус фон Шверін, син Ханса Гугольда фон Шверіна. Скаргульт був серйозно модернізований і став комфортнішим для проживання. Ханс Гугольд фон Шверін написав кілька книг про замки Сконе та їхню історію.
У 1944 дружина Ханса Гугольда Юліуса фон Шверіна Маргарета фон Шверін, що народилася в Удденберзі, відкрила в Скаргульті домашню школу для дівчаток. У наступні роки тут пройшли навчання сотні юних шведок. Учням пропонували восьмимісячний курс, поділений на два семестри, або шеститижневий літній курс. У розклад входило навчання приготуванню їжі, кулінарії, пранню, догляду за будинком, догляду за дітьми, шиттям та ін.
Новим власником замку став Вернер фон Шверін-молодший, син Ханса Гугольда Юліуса. Він здав комплекс та земельні угіддя в оренду Кнуту Лауріну. Подорослішавши, Вернер фон Шверін-молодший вирішив самостійно зайнятися керуванням своїми володіннями. Пізніше він був активним членом асоціації Ротарі Інтернешнл, Шведським орденом масонів та деяких інших об'єднань. Вернер входив до муніципальної ради комуни Еслевс у 1970-ті та 1980-ті рр. У 1968 він одружився з Лікке Горнеман. У пари народилося четверо дітей, у тому числі син Карл Йоган фон Шверін, який після смерті батька в 1988 став власником Скаргульта. Разом зі своєю дружиною Олександрою він зараз управляє маєтком, який також є великим сільськогосподарським підприємством. У родині троє дітей.

## Опис
Споруди, що входять до нинішнього замкового комплексу, почали будувати на початку XVI ст. Стіни зводили з цегли зі вставками з великого каміння. Весь комплекс складається із двох паралельних крил, які з'єднані між собою третім крилом. Всі частини примикають одна до одної під прямим кутом і утворюють відкритий із північного боку внутрішній двір. У південно-східному кутку знаходиться восьмигранна сходова вежа, а в північно-східному кутку — велика кругла вежа (бергфрід). Найстаріша частина замку – це південне крило. Раніше на його місці була двоповерхова резиденція. Від неї збереглися пізньосередньовічний фронтон і одна стіна. Замок будувався не лише як житлова резиденція, а й як фортифікаційна споруда. Тому в деяких місцях видно спеціальні вікна для ведення артилерійського вогню з гармат та бійниці.
На кам'яній плиті над брамою східного фасаду є напис, в якому йдеться, що Стен Розенспарре спорудив довгу східну частину замку в 1562. Ця будівля по-багатому прикрашене декором у стилі епохи Відродження. Ймовірно, роботи проходили близько 1580 за дорученням Метте Розенкрантц.
Найновіша частина замку – західна будівля. Вона з'явилася наприкінці XVI століття, ймовірно, за часів Олуфа Стеесена Розенспарре. З того часу серйозних змін у зовнішньому вигляді замку не відбувалося. При цьому дивно, що внутрішній двір завжди залишався відкритим. Там не було навіть огорожі.
Замок, ймовірно, спочатку був оточений зовнішньою кільцевою стіною та глибоким ровом. Але від них нічого не лишилося. Стіни розібрали, а рови засипали.

## Сучасне використання

### Маєток
Маєток Скаргульт займає близько 1000 гектарів. Тут є велике господарство. На полях вирощують п'ять основних культур: цукровий буряк, жито, пшеницю, ячмінь та ріпак. На кожну культуру в середньому припадає 160 гектарів. На кількох десятках гектарів зберігся ліс. З літа 2015 на птахофермі налагоджене виробництво яєць.
На території маєтку розташовано безліч старовинних споруд. Більшість із них можна зняти в оренду на будь-який термін.
З 1999 за допомогою компанії HS Kraft на території маєтку встановлено вісім вітрових турбін. За рік вони виробляють близько 25 гігават-годин електроенергії.

### Замок
У квітні 2014 Олександра фон Шверін влаштувала у замку виставку, присвячену жінкам, чия доля виявилася тісно пов'язаною з історією Скаргульта. Таким чином вперше за 500 років замок та замковий парк стали частково доступними для публіки. Пізніше Олександра випустила книгу "Прихована сила жінок: 500 років у замку Скаргульт". З того часу комплекс перетворився на постійно діючий культурно-виставковий центр, де відбуваються різноманітні заходи та існує постійна експозиція.
Влітку 2015 відкрилася виставка «Діти в замку Скаргульт», а в 2016 – «Історії кохання та розлуки: пристрасть та почуття протягом 500 років». Влітку 2017 відбулася прем'єра кількох короткометражних навчальних фільмів про історію замку. У 2018 в замку відкрилася виставка «Чоловіки Скаргульту».

## Галерея

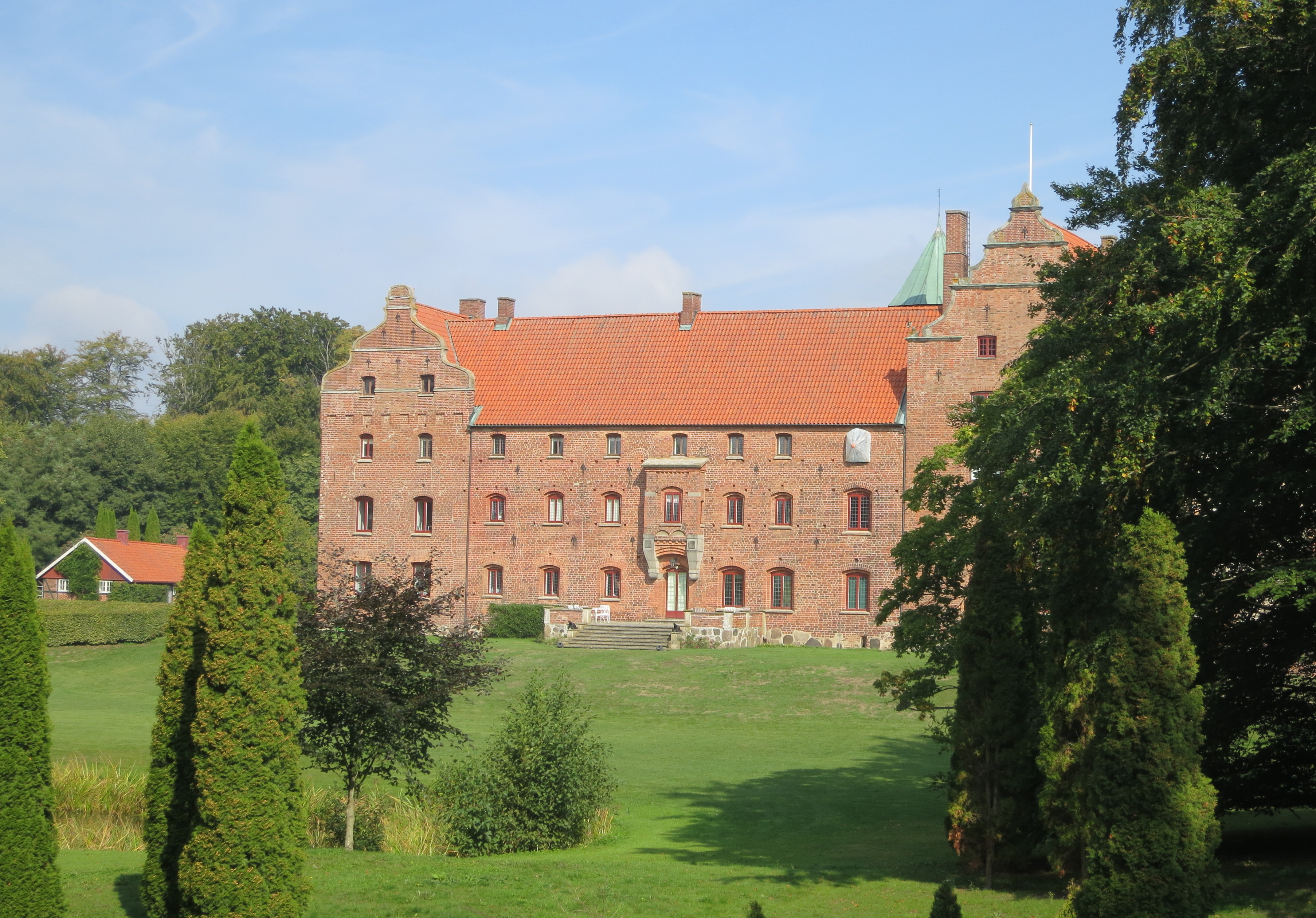
Вид замку з південного боку
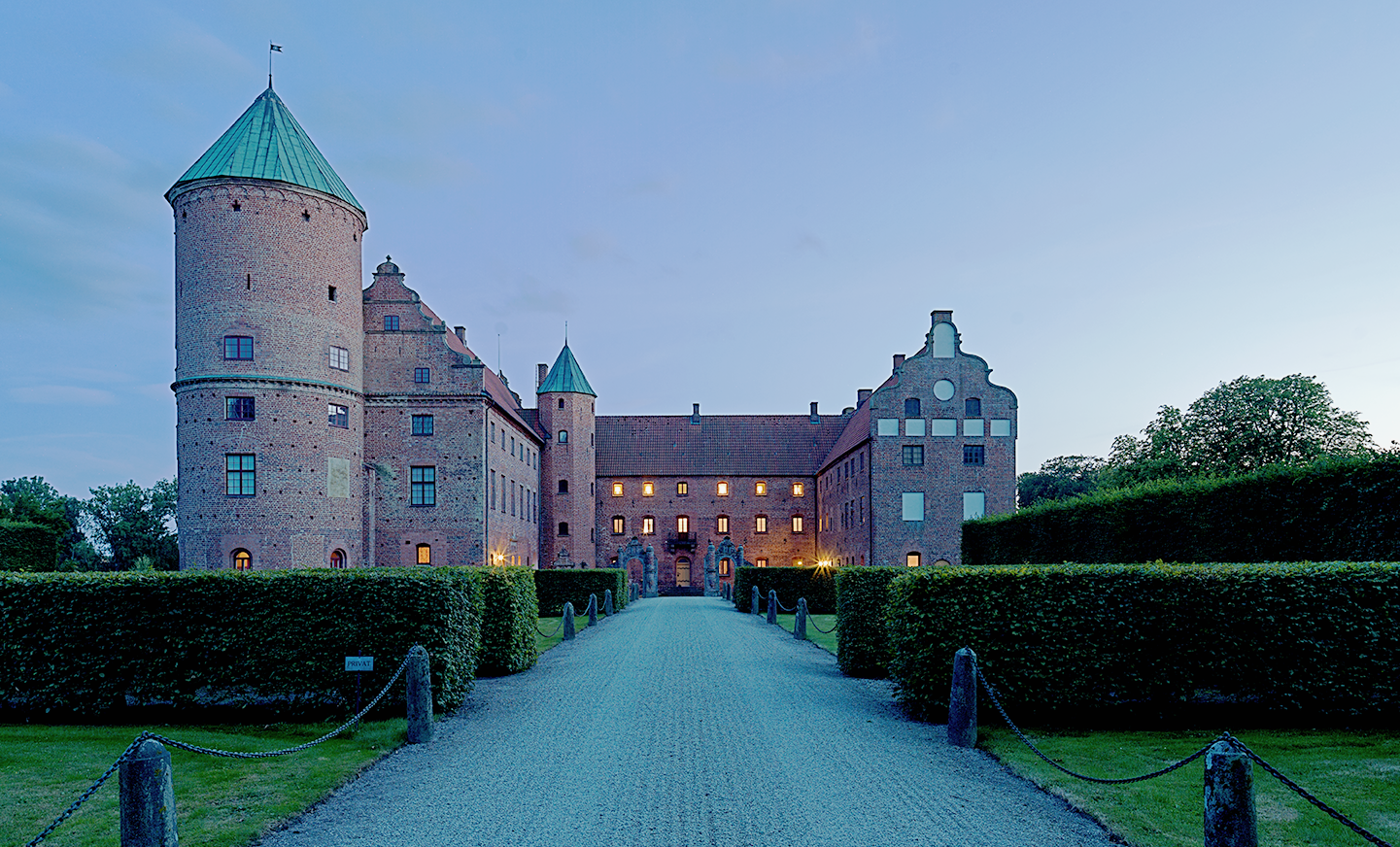
Замок у вечірніх сутінках